# Thunbergia jayii
Thunbergia jayii är en akantusväxtart som beskrevs av Spencer Le Marchant Moore. Thunbergia jayii ingår i släktet thunbergior, och familjen akantusväxter. Inga underarter finns listade i Catalogue of Life.